# Geryon (chi cua)
Geryon là một chi cua biển trong họ cua Geryonidae thuộc bộ Decapoda.

## Đặc điểm
Các loài trong chi này có 3 răng cưa ở mỗi bên mắt phía trước mai. Chiều dài mai bằng khoảng 0,5-0,67 chiều rộng mai. Khu vực mang không phồng rõ nét. Các răng cưa phía trước kém phát triển và nhỏ. Hốc mắt nông, hình thuôn tròn.

## Các loài
Chi này bao gồm 2 loài ở đông bắc Đại Tây Dương như sau:
- Geryon longipes A. Milne-Edwards, 1882
- Geryon trispinosus (Herbst, 1803): Loài điển hình của chi.